# Karl Bartos
Karl Bartos (Berchtesgaden, Alemania; 31 de mayo de 1952) es un músico electrónico, antiguo componente del grupo de música electrónica Kraftwerk.

## Biografía
Entre los años 1975 y 1990 Bartos, junto a Wolfgang Flür, fue percusionista electrónico en la formación considerada clásica de la banda de música alemana Kraftwerk. Su relación con este grupo empezó cuando fue reclutado para tocar en la gira americana del disco Autobahn.

"Durante siete años toqué las percusiones afinadas en una orquesta. Como estudiante de música en los años 60 y 70, sobre todo si eres un percusionista, estabas muy familiarizado con el trabajo de Karlheinz Stockhausen, John Cage y Steve Reich. Cuando Kraftwerk me vinieron a buscar pareció que todo encajaba."
Karl Bartos, sobre su debut en Kraftwerk (2013) 

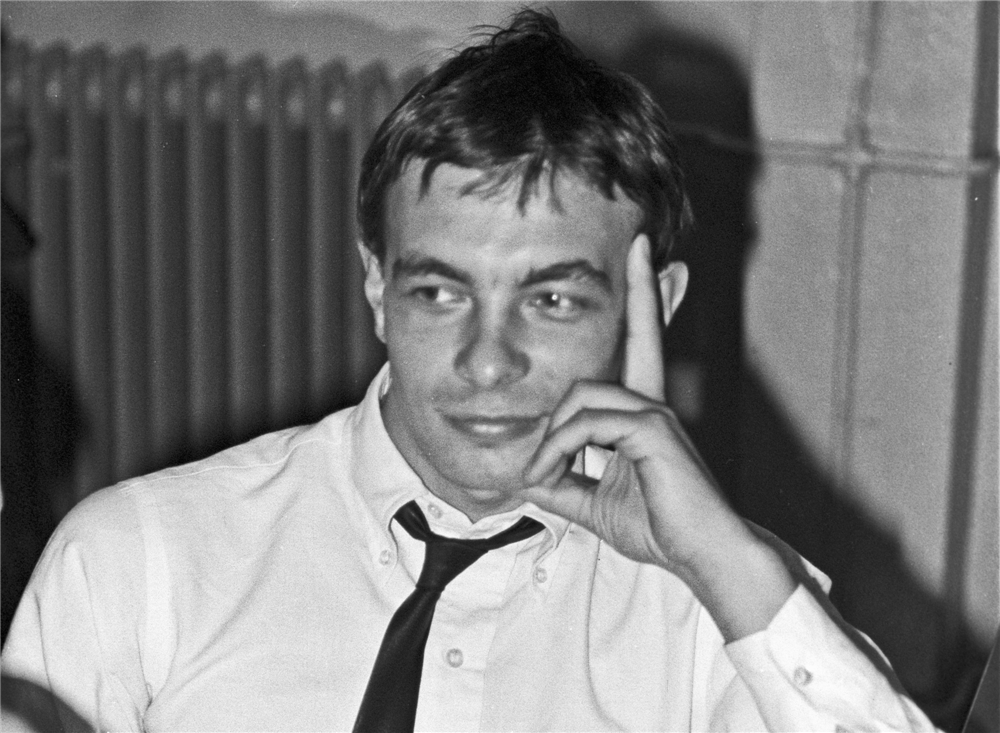
Karl Bartos (1976) al comienzo de su participación en Kraftwerk

Sus improvisaciones formaron una parte esencial de las primeras grabaciones de Kraftwerk en influyentes discos como Radio-Activity (1975), Trans-Europe Express (1977) y The Man-Machine (1978). Sin embargo durante su estancia en el grupo obtendría gran notoriedad también como compositor, junto a la considerada "formación clásica" de la banda integrada por Ralf Hütter, Florian Schneider y Wolfgang Flür, en las siguientes giras y los álbumes Computerwelt (1981) y Electric Café (1986).

"Hace tiempo me encontré con Florian Schneider y fue algo así como: 'Hola, ¿qué tal?' y ya". Las posibilidades de que se reúnan son "cero". Es un pasado que "está muerto".
Karl Bartos, sobre una posible reunificación de Kraftwerk (2011) 

En agosto de 1990, algunos años después de la salida de Flür, públicamente frustrado por el lento desarrollo de la trayectoria de Kraftwerk debido a la actitud perfeccionista de los fundadores Hütter y Schneider y ante la obligación de dejar aparcados proyectos propios, abandonaría el grupo.

"Publicábamos muy poco. Este fue uno de los principales motivos por los que dejé el grupo, porque yo quería componer y quería una vida propia. Estaba cerrado a cal y canto: no podía hacer nada más excepto Kraftwerk. Este era el pacto. La decisión no tuvo nada que ver con la música o con el arte. Lo que hacíamos estaba bien. Tuvo más que ver con el hecho de cumplir los 40 años: quería ser independiente, no quería que nadie tomara decisiones por mí, necesitaba ser yo."
Karl Bartos, sobre Off The Record (2013) 

La década de los años 90 fue muy fructífera para Bartos con su participación en varios proyectos musicales. En 1992 Bartos fundó, junto a Lothar Manteuffel, Elektric Music con un estilo musical similar al seguido en Kraftwerk. De este nuevo proyecto nacerían dos álbumes: Esperanto (1993) y Electric Music (1998).

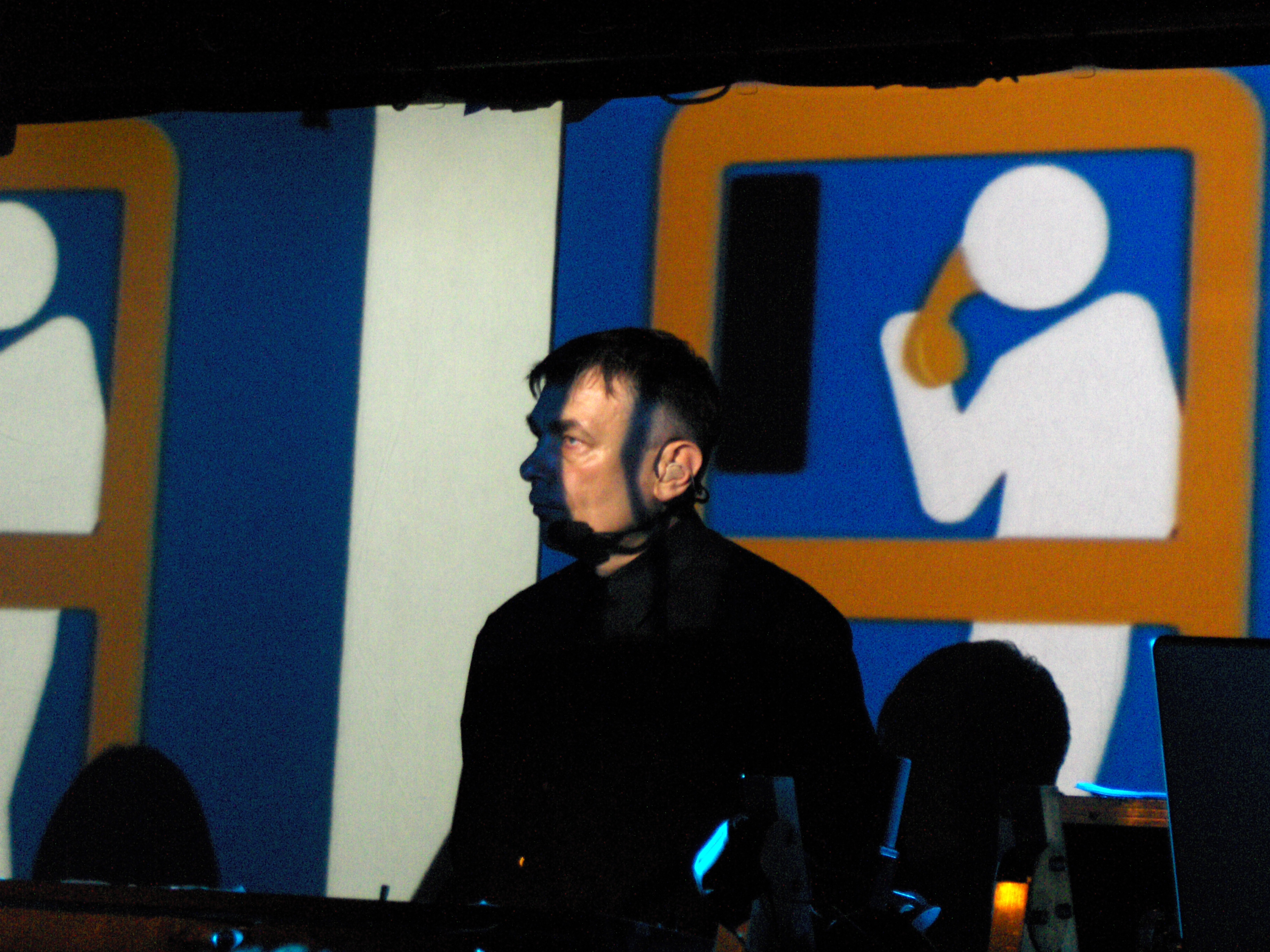
Durante la gira de presentación de Communication (2005)

En el tiempo discurrido entre los dos álbumes, Bartos colaboró con los músicos Bernard Sumner (New Order) y Johnny Marr (The Smiths) en el disco del supergrupo Electronic Raise the Pressure (1996). También colaboró con Andy McCluskey en la creación de canciones que luego aparecerían en el disco Esperanto y en el disco Universal de Orchestral Manoeuvres in the Dark, grupo al que pertenecía McCluskey. En 1998 también compuso y produjo con el grupo de synthpop sueco Mobile Homes un álbum de título homónimo.

"(La música) No puede cambiar el mundo, pero sí reconforta nuestras vidas. Es lo más cerca que podemos estar de la idea de Dios. Sin música, la vida no tendría sentido".
Karl Bartos (2011) 

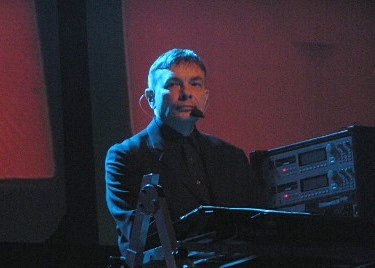
Durante la gira de presentación de Communication (2005)

Ya en el siglo XXI la producción musical de Bartos ha seguido publicándose bajo su nombre y mostrándose en giras, conciertos y festivales dedicados a la música electrónica. En 2003 se publicó el álbum techno Communication, con canciones como «I'm the Message», «Camera» y «Ultraviolet». Tras su publicación y, en parte, debido a la escasa acogida comercial del álbum Bartos acometió labores durante varios años labores docentes en la Universidad de las Artes de Berlín.

"Después de Communication estuve girando durante tres años. Di unos 150 conciertos. Tras la gira, me llamaron de la Universidad de las Artes de Berlín, preguntándome si querría unirme a un curso sobre estudios de sonido, que estuve dirigiendo durante cinco años en los que tuve que estar viviendo entre Berlín y Hamburgo, porque es allí donde vivo, lo cual era agotador, así que me acabé cansando de todo aquello. Me cansé de ser profesor y además echaba de menos la sensación de crear música. En el curso, tenía que explicar demasiadas cosas y analizar el trabajo de los demás y echaba de menos el aspecto emocional de la música. Con esto hemos cubierto prácticamente los diez años que hay entre un disco y otro."
Karl Bartos (2013) 

Su segundo álbum en solitario, Off the record (2013), emplea anotaciones y grabaciones de composiciones que comprenden varias décadas completando y produciendo nuevo material.

"Antes de que el proyecto (Off the record) me fuese presentado estaba trabajando en otras canciones para un nuevo álbum, con otro concepto de audio y vídeo que ahora ha sido archivado. No tengo ni idea de lo que haré con todo eso."
Karl Bartos (2013) 

## Discografía
Con Kraftwerk
- 1975: Radio-Aktivität (álbum)
- 1977: Trans Europa Express (álbum)
- 1978: Die Mensch-Maschine (álbum)
- 1981: Computerwelt (álbum)
- 1983: Tour de France (single)
- 1986: Electric Café (álbum)

Con Elektric Music
- 1992: Crosstalk (single)
- 1993: TV (single)
- 1993: Lifestyle (single)
- 1993: Esperanto (álbum)

Con Electric Music
- 1998: Sunshine (single)
- 1998: Electric Music (álbum)
- 1998: Call On Me (single)
- 1999: The Young Urban Professional (single)

Con Electronic
- 1996: Raise the Pressure (álbum)

Como Karl Bartos
- 2000: 15 Minutes of Fame (single)
- 2003: I'm the Message (single)
- 2003: Communication (álbum)
- 2005: Camera Obscura (single)
- 2013: Atomium (single)
- 2013: Off the record (álbum)
- 2016: Life (single)
- 2016: Communication (álbum, reedición ampliada)
- 2016: I'm the Message (single, reedición)
- 2024: " The Cabinet of Dr. Caligari" (álbum, banda sonora de la película del mismo nombre)